# Феррари, Яков Яковлевич

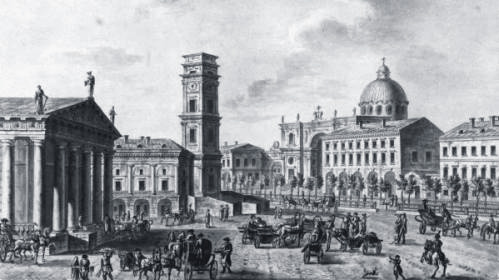
Вид «Башни Феррари» на Невском проспекте в Санкт-Петербурге. Гравюра «Перспектива Невского проспекта от Гостинного Двора и к зданию Городской Думы». 1811

Джакомо Джузеппе (Якопо) Феррари, в России Яков Яковлевич Феррари (итал. Giacomo Giuseppe Ferrari; 1746, Торрекьяра —1807, Санкт-Петербург) — итальянский архитектор и живописец-декоратор, работавший при императорах Павле I и Александре I в Санкт-Петербурге.

## Биография
Уроженец Торрекьяры (провинция Парма на севере Италии) Джакомо Феррари, прошёл обучение у архитектора Э.-А. Петито в Пармской академии искусств, где в 1773 году выиграл конкурс на проект городской площади в стиле классицизма. В 1775 году назначен профессором академии. Он оформил фасад Оратория Сан-Джованни Баттиста в Парме; создал декоративные росписи дворца герцогов Фарнезе (Palazzo Ducale) в Колорно (1773—1779). В 1779 году был назначен директором Королевских строений (direttore delle Reali Fabbriche).
В середине 1790-х годов по приглашению своего соотечественника Джакомо Кваренги переехал в Санкт-Петербург. Именным указом от 22 июля 1795 года «выписанному из Италии через архитектора Кваренги живописцу Феррари» назначено «жалованья 1000 рублей в год и на квартиру 300 рублей и на проезд». В первое время Феррари выполнял живописные работы в Александровском дворце в Царском Селе, расписал плафон подмосковного дворца в Останкино (1796). В качестве его подмастерья был занят юный Доменико Жилярди, только прибывший в Россию из Швейцарии.
Как архитектор Феррари курировал возведение Серебряных рядов на Невском проспекте в столице. При императоре Павле I проектировал пятиэтажную башню городского магистрата, стилизованную под тосканскую кампанилу (колокольню). Эта башня навсегда стала одной из вертикальных доминант Невского проспекта в центре Санкт-Петербурга. В 1799 году Феррари также надстроил дом при лютеранской церкви Святого Петра.
В 1802—1803 годах Феррари вместе с Ф. А. Щербаковым расписал театр и ряд других помещений Таврического дворца, который в те годы реконструировали после нескольких лет использования в качестве казарм. Год спустя архитектор Луиджи Руска поручил тем же мастерам расписать залы Стрельнинского дворца, пострадавшего от пожара.